# ラグーン

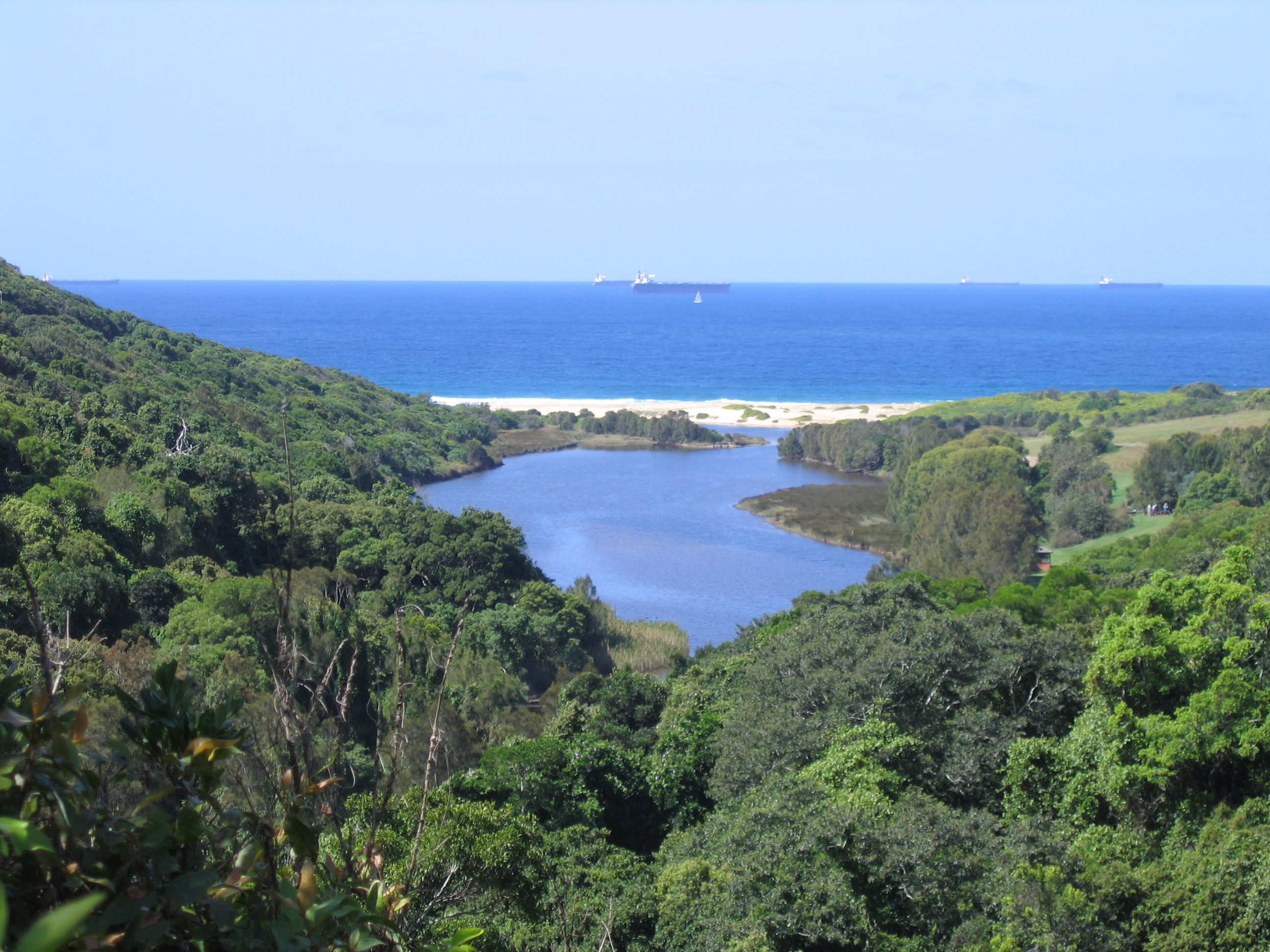
オーストラリアのグレンロック・ラグーン

ラグーン（英語: lagoon）は、砂州やサンゴ礁により外海から隔てられた水深の浅い水域のことである。ラテン語のlacuna（池、地面にあいた穴）がイタリア語のlagunaを経て英語に入ったもので、主として潟湖と礁湖の2通りの意味で用いられる。

## 形態

### 潟、潟湖
潟（かた）、潟湖（せきこ）は、湾が砂州によって外海から隔てられ湖沼化した地形のこと。砂州の成長段階によって、完全に外海から隔てられたものと、ごく狭い水道により外海とつながっているものがある。多くの場合、ラグーンは塩湖である。
日本では北海道のサロマ湖・風蓮湖、秋田県の八郎潟などがラグーンの好例。日本国外ではアメリカの東海岸やメキシコ湾岸、フランスの地中海沿岸やイタリアのアドリア海沿岸などにラグーンを見ることができる。
ラグーンは水深が浅く広大であることから、昔から干拓が行われることが多い。

### 礁湖
礁湖（しょうこ）は、サンゴ礁によって形成される地形の一つであり、堡礁や環礁において、サンゴ礁やサンゴ礁からなる島嶼に囲まれた海域のこと。リーフラグーンとも呼ばれる。もともと火山島や陸地を取り巻くように形成された裾礁が、プレートテクトニクスや侵食などにより、その火山島や陸地が一部または完全に水没したのちも、サンゴ礁の発達が続くことで形成された (チャールズ・ダーウィンによる沈降説)。

## 世界のラグーン

### 北アメリカのラグーン
- パムリコ湾 - アメリカ合衆国
- ポンチャートレイン湖 - アメリカ合衆国

### 南アメリカのラグーン
- パトス湖 - ブラジル
- メリン湖 - ブラジル

### アフリカのラグーン
- チュニス湖 - チュニジア

### ヨーロッパのラグーン
- ヴェネツィアの潟 - イタリア
- アルブフェーラ自然公園 - スペイン
- マール・メノール - スペイン
- ベール湖 - フランス
- 腐海 - ウクライナ
- ホゥプ潟湖 - アイスランド
- ヨークルスアゥルロゥン - アイスランド

### オセアニアの主なラグーン
- オリエルトン・ラグーン - オーストラリア
- フランス領ポリネシアの環礁群

### 南極のラグーン
- バートン湖

### アジアのラグーン
- カラ・ボガス・ゴル湾  - トルクメニスタン
- ソンクラー湖 - タイ

#### 日本の主なラグーン

##### 潟湖
北海道
- サロマ湖（オホーツク）
- 能取湖（オホーツク）
- コムケ湖（オホーツク）
- 涛沸湖（オホーツク）
- 藻琴湖（オホーツク）
- シブノツナイ湖（オホーツク）
- クッチャロ湖（宗谷）
- モケウニ沼（宗谷）
- ポロ沼（宗谷）
- サルコツ沼（宗谷）
- 風連湖（根室）
- 温根沼（根室）
- 湧洞沼（十勝）
- 生花苗沼（十勝）
- 長節湖（十勝）
- ホロカヤントウ沼（十勝）

東北
- 小川原湖（青森県）
- 十三湖（青森県）
- 鷹架沼（青森県）
- 市柳沼（青森県）
- 田面木沼（青森県）
- 尾駮沼（青森県）
- 八郎潟（秋田県）
- 鳥の海（宮城県）
- 松川浦（福島県）

関東
- 涸沼（茨城県）
- 霞ヶ浦（茨城県）- 西浦と北浦両方
- 坂田池 (千葉県)

中部
- 加茂湖（新潟県）
- 佐潟(新潟県)
- 鳥屋野潟(新潟県)
- 河北潟（石川県）
- 柴山潟（石川県）
- 北潟湖（福井県）
- 三方五湖（福井県）
- 浜名湖（静岡県）

近畿
- 阿蘇海（京都府）
- 久美浜湾（京都府）

中国・四国
- 中海（鳥取県・島根県）
- 青海湖（山口県）

九州
- 海鼠池（鹿児島県）
- 薩摩湖（鹿児島県）
- 鍬崎池（鹿児島県）
- 須口池（鹿児島県）
- 貝池（鹿児島県）

##### 礁湖
- 沖ノ鳥島（東京都）
- 慶伊瀬島（沖縄県）
- ルカン礁（沖縄県）
- 佐和田の浜礁湖（沖縄県）
- 石西礁湖（沖縄県）

## ギャラリー
ラグーン
- パトス湖の衛星写真。ブラジル
- ボラボラ島、フランス領ポリネシア
- Kivalina、アラスカ州
- 国際宇宙ステーションから撮影したキリスィマスィ島
- Nusa Lembongan ラグーン、バリ島、インドネシア
- Lefkada City ラグーン、Lefkada Islands イオニア諸島、 ギリシャ
- Prokopos ラグーン、アハイア県、 ギリシャ